# متجه

متجه يذهب من النقطة A إلى النقطة B.

في الرياضيات، وبشكل خاص في التحليل الاتجاهي، المُتَّجِه أو المتجهة أو الشعاع أو الدَّاسع أو الدَّوْسَع (بالإنجليزية: Vector) هو سهم يتجه من نقطة إلى أخرى. يتحدد كل متجه في الرياضيات بثلاثة عناصر: المقدار وهو كمية قياسية تُمَثًّل بطول المتجه، الاتجاه يمكن تحديده في فضاء ثلاثي الأبعاد عن طريق زوايا اويلر، ونقطة التأثير وهي النقطة التي ينطلق منها المتجه[بحاجة لمصدر]. ومع أن المتجه يوصف بدلالة أرقام بعضها تعتمد على نوع جملة الإحداثيات، إلا أنه لا يعتمد على جملة الإحداثيات.
إذا اعتبرت مجموعة أزواج النقط في المستوى أو في الفضاء، فإنه يمكن تعريف علاقة التكافؤ التالية:
يكون للزوج (A, B) علاقة مع الزوج (C, D) إذا وفقط إذا كان رباعي الأضلاع ABDC متوازيا للأضلاع.
ليس من الصعب التحقق من أن هذه العلاقة هي فعلا علاقة تكافؤ. هي علاقة انعكاسية وتماثلية ومتعدية. بالنظر إلى علاقة التكافؤ هذه، المتجه هو صنف تكافؤ من هذه العلاقة. من خلال هذا التعريف، يستنتج أن المتجه، في الرياضيات، هو كائن لا يرتبط بالمفهوم الفيزيائي لنقطة. في الرياضيات، لا تدخل نقطة في تعريف المتجه. قد يدخل مفهوم النقطة في تعريف المتجه في الفيزياء (النقطة حيث تطبق قوة ما على سبيل المثال).
المثال المشهور للمتجه في الفيزياء هو القوة. له مقدارٌ واتجاهٌ في فضاء ثلاثي الأبعاد ونقطة تأثير. كما تتبع قاعدة جمع المتجهات (حسب قاعدة متوازي الأضلاع) عندما نريد جمع قوى متعددة.

## التاريخ
طور العديد من العلماء خلال النصف الثاني من القرن التاسع عشر، أنظمة تشبه الأنظمة المستعملة حاليا. منهم أوغستين لوي كوشي وهيرمان غراسمان وأوغست فيرديناند موبيوس وأديمار جان كلود بري دو سانت وماثيو أوبرايان.

## تمثيل المتجهات
يشار إلى المتجهات عادة بحروف صغيرة ثخينة، مثل a أو مائلة أيضا مثل a (تمثل الحروف الكبيرة عادة المصفوفات). كما يصطلح على كتابتها {\displaystyle {\vec {a}}} أو a عند كتابتها باليد. إذا كان المتجه يمثل إزاحة من النقطة A إلى النقطة B كما في الشكل، يرمز عندها له بـ {\displaystyle {\overrightarrow {AB}}} أو AB. يستخدم رمز القبعة (^) للإشارة إلى متجهات الوحدة، كما في {\displaystyle {\boldsymbol {\hat {a}}}}.
للقوة متجه طوله يبين مقدارها واتجاه المتجه تمثل إتجاه القوة.
تظهر المتجهات في المخططات والرسومات كأسهم (قطع مستقيمة موجهة)، كما هو موضح في الشكل. تسمى هنا النقطة A المبدأ، وتسمى النقطة B الرأس. يتناسب طول السهم مع مقدار المتجه، بينما يشير اتجاه السهم إلى اتجاه المتجه.

ونحتاج في المخططات ثنائية البعد إلى تدوين المتجه بدوائر صغيرة (كما في الشكل جانبا)، حيث تكون بعض المتجهات عمودية على مستوي المخطط. يرمز للمتجه بنقطة داخل دائرة صغيرة عندما يكون المتجه متجها خارج المخطط باتجاه المشاهد. بينما يرمز له بدائرة مرسوم في داخلها إشارة الضرب عندما يكون المتجه متجها إلى داخل المخطط. ويمكن تذكرها باعتبار النقطة هي منظر لرأس السهم، وإشارة الضرب هي منظر لذيل السهم (الريشة).

متجه في نظام إحداثي ديكارتي، يوضح موضع النقطة A مع الإحداثيات (2,3)

قد يكون التمثيل البياني من أجل حساب المتجهات متعبًا ومعقدًا. فالمتجهات في الفضاء الإقليدي متعدد الأبعاد يمكن أن تمثل في نظام الإحداثيات الديكارتية. يمكن تعيين نهاية المتجه بوضعها في قائمة مرتبة من الأعداد الحقيقية.
وكمثال في الفضاء ثنائي الأبعاد (الشكل جانبا)، يكتب المتجه من مبدأ الإحداثيات O = (0,0) إلى النقطة A = (2,3) بالشكل
{\displaystyle \mathbf {a} =(2,3).}
في الفضاء الإقليدي ثلاثي الأبعاد (أو {\displaystyle \mathbb {R} ^{3}})، تعرف المتجهات بثلاثة أرقام تمثل الإحداثيات الكارتيزية لنقطة النهاية (a,b,c):
{\displaystyle \mathbf {a} =(a,b,c).}
توضع هذه الأعداد غالبا في  مصفوف عمود  أو  مصفوف سطر، وخصوصًا عندما نتعامل مع المصفوفات، كالتالي:
{\displaystyle \mathbf {a} ={\begin{bmatrix}a\\b\\c\\\end{bmatrix}}}
{\displaystyle \mathbf {a} =[a\ b\ c].}
الطريقة الأخرى لتمثيل المتجه في الفضاء ثلاثي الأبعاد هي باستخدام متجهات الوحدة الأساسية الثلاث:
{\displaystyle {\mathbf {e} }_{1}=(1,0,0),\ {\mathbf {e} }_{2}=(0,1,0),\ {\mathbf {e} }_{3}=(0,0,1).}
وفق هذا الاصطلاح، يكتب أي متجه في الفضاء الاتجاهي ثلاثي الأبعاد {\displaystyle \mathbb {R} ^{3}} بالشكل:
{\displaystyle (a,b,c)=a(1,0,0)+b(0,1,0)+c(0,0,1)=a{\mathbf {e} }_{1}+b{\mathbf {e} }_{2}+c{\mathbf {e} }_{3}.}
في دروس الفيزياء التمهيدية، تستبدل هذه المتجهات الثلاث بـ {\displaystyle {\boldsymbol {i}},{\boldsymbol {j}},{\boldsymbol {k}}} (أو {\displaystyle {\boldsymbol {\hat {x}}},{\boldsymbol {\hat {y}}},{\boldsymbol {\hat {z}}}})، ولكن تعارض هذه التسمية مع التدوين بالدليل واصطلاح الجمع المستخدمين في المستويات المتقدمة في الرياضيات، والفيزياء والهندسة.

## خصائص أساسية
يستخدم المقطع التالي نظامًا للإحداثيات الديكارتية مع متجهات وحدة أساسية
{\displaystyle {\mathbf {e} }_{1}=(1,0,0),\ {\mathbf {e} }_{2}=(0,1,0),\ {\mathbf {e} }_{3}=(0,0,1)}
ويفترض أن جميع المتجهات تبدأ من مركز الإحداثيات O. وتعني كل من:
{\displaystyle {\mathbf {e} }_{1}=(1,0,0)} وحدة متجه في اتجاه المحور x
{\displaystyle {\mathbf {e} }_{2}=(0,1,0)} وحدة المتجه في اتجاه المحور y
{\displaystyle {\mathbf {e} }_{3}=(0,0,1)} وحدة المتجه في اتجاه المحور z
- وتستخدم الإحداثيات (1,0,0), (0,1,0), (0,0,1) بصفة أساسية مع البلورات، في وصفها وحساباتها.

يكتب المتجه a على الوجه التالي:
{\displaystyle {\mathbf {a} }=a_{1}{\mathbf {e} }_{1}+a_{2}{\mathbf {e} }_{2}+a_{3}{\mathbf {e} }_{3}.}
(يمكن تخيل المتجه a يبدأ من ركن في بلورة مكعبة أو متوازية الأضلاع وينتهي في ركن آخر. أو أن يبدأ في نظام إحداثي كروي من المركز وينتهي عند تقابله بسطح الكرة).

### تساوي المتجهات
يقال عن متجهين أنهما متساويان إذا كان لهما نفس المقدار ونفس الاتجاه. وعلى هذا الوجه تكون المتجهات متساوية إذا تساوت إحداثياتها، فالمتجهان:
{\displaystyle {\mathbf {a} }=a_{1}{\mathbf {e} }_{1}+a_{2}{\mathbf {e} }_{2}+a_{3}{\mathbf {e} }_{3}}
و
{\displaystyle {\mathbf {b} }=b_{1}{\mathbf {e} }_{1}+b_{2}{\mathbf {e} }_{2}+b_{3}{\mathbf {e} }_{3}}
متساويين إذا وفقط إذا تحقق
{\displaystyle a_{1}=b_{1},\quad a_{2}=b_{2},\quad a_{3}=b_{3}.\,}

### جمع المتجهات وطرحها
يمكن جمع المتجهات بطريقة متوازي أضلاع القوى الذي يتبع أحد قوانين الميكانيكا الذي ينص على أن:«إذا عملت قوتان في نقطة فيمكن أن يعبر عنهما بقوة واحدة.» تسمى تلك القوة «محصلة».
محصلة متجهين متساويين ومتضادين تساوي صفرا.
عمليا نقوم برسم متجهين للقوتين (أي نختار طول معين لكل منهما) ونمثل اتجاهيهما بسهمين. نرسم متوازيين للسهمين فيكمل تقاطعهما شكل متوازي الأضلاع. نرسم خط يبدأ من زاوية التقاء بداية المتجهين ونوصل رأسه إلى الزاوية المقابلة فيكون بهذا قطر متوازي الأضلاع الذي يمثل محصلة المتجهين.
معكوس تلك العملية يسمى تحليل القوة إلى مركبتين، حيث نجزئ متجه قوة ما إلى مركبتين عموديتين على بعضهما البعض، ومن خلال تلك العملية يمكن حساب مقدار كل من المركبتين الممثلين للقوة الأصلية ولكن بالنسبة للإحداثيات الديكارتية.
يمكن تعميم هذه الطريقة للحصول على محصلة عدة قوي، ثلاثة أو أربعة أو أكثر... فيما يسمى مضلع القوى.
ليكن a وb متجهين في نفس الاتجاه، فيكون مجموعهما بافتراض تساويهما:
 a + a = 2a 
وفي حالة تضادهما:
a - a = 0 
وفي حالة أخرى مع اعتبار مركباتها نفترض أن: 
a=a1e1 + a2e2 + a3e3

و

b=b1e1 + b2e2 + b3e3,
حيثe1،e2، e3 هي متجهات الوحدة متعامدة.
فيكون مجموع a وb هو:
{\displaystyle \mathbf {a} +\mathbf {b} =(a_{1}+b_{1})\mathbf {e_{1}} +(a_{2}+b_{2})\mathbf {e_{2}} +(a_{3}+b_{3})\mathbf {e_{3}} .}

الشكل 2: جمع المتجهات

ويمكن تمثيل جمع المتجاهات بشكل بياني:
بوضع بداية المتجه b عند نهاية المتجه a، ثم رسم متجه من بداية المتجه a إلى نهاية المتجه b. يمثل المتجه الجديد المرسوم a + b، كما هو مبين في الشكل 2.
تسمى طريقة الجمع هذه بقاعدة متوازي الأضلاع، لأن a وb يشكلان أضلاع متوازي الأضلاع.
طرح a وb هو:
{\displaystyle \mathbf {a} -\mathbf {b} =(a_{1}-b_{1})\mathbf {e_{1}} +(a_{2}-b_{2})\mathbf {e_{2}} +(a_{3}-b_{3})\mathbf {e_{3}} }
يمكن تمثيل طرح المتجهات بيانيًا أيضًا كما يلي: لطرح b من a، نضع نهاية a وb عند نفس النقطة، ثم يرسم سهم من نهاية b إلى نهاية a. يمثل هذه المتجه الجديد a − b، كما هو موضح في الشكل 3.

الشكل 3: طرح المتجهات a وb

### ضرب المتجهات في عدد حقيقي

ضرب متجه في العدد الحقيقي ثلاثة يذهب به إلى الأمام ثلاث مرات أبعد.

ضرب متجه a في العددين ناقص واحد ثم اثنين على التوالي. عندما يضرب المتجه في عدد سالب، فإنه يغير الاتجاه: إذا كان يسير يمينا، فإنه يصير يسير يسارا، وإذا كان يصعد فإنه يصير نازلا والعكس بالعكس.

{\displaystyle r\mathbf {a} =(ra_{1})\mathbf {e} _{1}+(ra_{2})\mathbf {e} _{2}+(ra_{3})\mathbf {e} _{3}.}

## متجهات وغير المتجهات
أمثلة لكميات متجهة:
- قوة
- الازاحة
- السرعة يمكن تمثيلها كمتجهة، كمثال 5 متر لكل ثانية، بإتجاه الاعلى تمثل متجة (0,5), حيث يمثل المحور الصادي، الاتجاه إلى الأعلى
- التسارع

أمثلة لكميات غير متجهة (لا يمكن تمثيلها بمتجه):
- الطاقة
- الزمن
- الكثافة
- اللزوجة
- الحرارة

## جمع متجهين بالرسم البياني
نفترض أن متجهين تؤثر على جسم. يمكننا بواسطة الرسم البياني تعيين المحصلة، كالآتي:
1. نرسم المتجهين كسهمين بمقياس رسم معين، من حيث المقدار والاتجاه،
2. نرسم من رأس السهم الأول خطا موازيا للسهم الثاني،
3. ونرسم من رأس السهم الثاني خطا موازياً للسهم الأول. يتقاع الخطان ويكتمل متوازي الأضلاع.
4. المحور الباديء من نقطة تأثير المتجهين إلى نقطة تقاطع الخطين هي محصلة المتجهين، وتقوم مقامهما.

خطوة 1
خطوة 2
خطوة 3
خطوة 4